# Masters de tennis féminin 2006

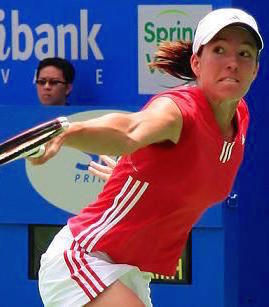

Le Masters de tennis féminin est un tournoi de tennis professionnel féminin. L'édition 2006, classée en catégorie Masters, se dispute à Madrid du 6 au 12 novembre 2006.
Justine Henin remporte le simple dames. En finale, elle bat Amélie Mauresmo, décrochant à cette occasion le 29e titre de sa carrière sur le circuit WTA.
L'épreuve de double voit quant à elle s'imposer Lisa Raymond et Samantha Stosur.

## Faits marquants
Ce tournoi de catégorie Masters s'est disputé à Madrid du 6 au 12 novembre 2006.
L'épreuve de simple voit s'imposer Justine Henin. En finale, elle dispose de la tenante du titre, Amélie Mauresmo, dont elle récupère également la place de numéro un mondiale à l'issue de la compétition.
Comme l'année précédente, Lisa Raymond et Samantha Stosur remportent le double dames.

## Fonctionnement de l'épreuve
L'épreuve se dispute selon les modalités dites du « round robin ». Les huit meilleures joueuses de la saison sont séparées en deux groupes de quatre. S'affrontant toutes entre elles, seules les deux premières joueuses de chacun sont conviées en demi-finale, avant l'ultime confrontation pour le titre.  
Le double dames aligne les quatre paires les plus performantes de l'année dans un classique tableau à élimination directe (demi-finales et finale).

## Résultats en simple

### Groupe I
| # | Vainqueur       | Adversaire      | Score          |
| 1 | Nadia Petrova   | Amélie Mauresmo | 6-2, 6-2       |
| 2 | Justine Henin   | Martina Hingis  | 6-2, 6-75, 6-1 |
| 3 | Martina Hingis  | Nadia Petrova   | 6-4, 3-6, 6-3  |
| 4 | Amélie Mauresmo | Martina Hingis  | 3-6, 6-1, 6-4  |
| 5 | Justine Henin   | Nadia Petrova   | 6-4, 6-4       |
| 6 | Amélie Mauresmo | Justine Henin   | 4-6, 7-63, 6-2 |

| # | N°  | Joueuse         | Matchs gagnés-perdus | Sets gagnés-perdus |
| 1 | (1) | Amélie Mauresmo | 2-1                  | 4-4                |
| 2 | (3) | Justine Henin   | 2-1                  | 5-3                |
| 3 | (8) | Martina Hingis  | 1-2                  | 4-5                |
| 4 | (5) | Nadia Petrova   | 1-2                  | 3-4                |

### Groupe II
| # | Vainqueur           | Adversaire          | Score    |
| 1 | Maria Sharapova     | Elena Dementieva    | 6-1, 6-4 |
| 2 | Svetlana Kuznetsova | Elena Dementieva    | 7-5, 6-3 |
| 3 | Maria Sharapova     | Kim Clijsters       | 6-4, 6-4 |
| 4 | Kim Clijsters       | Svetlana Kuznetsova | 6-1, 6-1 |
| 5 | Maria Sharapova     | Svetlana Kuznetsova | 6-1, 6-4 |
| 6 | Kim Clijsters       | Elena Dementieva    | 6-4, 6-0 |

| # | N°  | Joueuse             | Matchs gagnés-perdus | Sets gagnés-perdus |
| 1 | (2) | Maria Sharapova     | 3-0                  | 6-0                |
| 2 |     | Kim Clijsters       | 2-1                  | 4-2                |
| 3 | (4) | Svetlana Kuznetsova | 1-2                  | 2-4                |
| 4 | (7) | Elena Dementieva    | 0-3                  | 0-6                |

### Tableau final
|  |                 |                 |               |            |            |     |   |        |        |        |        |        |
|  | 1/2 finale      | 1/2 finale      | 1/2 finale    | 1/2 finale | 1/2 finale |     |   | Finale | Finale | Finale | Finale | Finale |
|  |                 |                 |               |            |            |     |   |        |        |        |        |        |
|  |                 |                 |               |            |            |     |   |        |        |        |        |        |
|  | Amélie Mauresmo | (1)             | 6             | 3          | 6          |     |   |        |        |        |        |        |
|  | Amélie Mauresmo | (1)             | 6             | 3          | 6          |     |   |        |        |        |        |        |
|  | Kim Clijsters   |                 | 2             | 6          | 3          |     |   |        |        |        |        |        |
|  | Kim Clijsters   | Amélie Mauresmo | 2             | 6          | 3          | (1) | 4 | 3      |        |        |        |        |
|  |                 |                 |               |            |            | (1) | 4 | 3      |        |        |        |        |
|  |                 |                 | Justine Henin | (3)        | 6          | 6   |   |        |        |        |        |        |
|  | Justine Henin   | (3)             | Justine Henin | (3)        | 6          | 6   | 6 | 7      |        |        |        |        |
|  | Justine Henin   | (3)             |               |            |            |     | 6 | 7      |        |        |        |        |
|  | Maria Sharapova | (2)             | 2             | 65         |            |     |   |        |        |        |        |        |
|  | Maria Sharapova | (2)             | 2             | 65         |            |     |   |        |        |        |        |        |